# Die Jahreszeiten (Haydn)

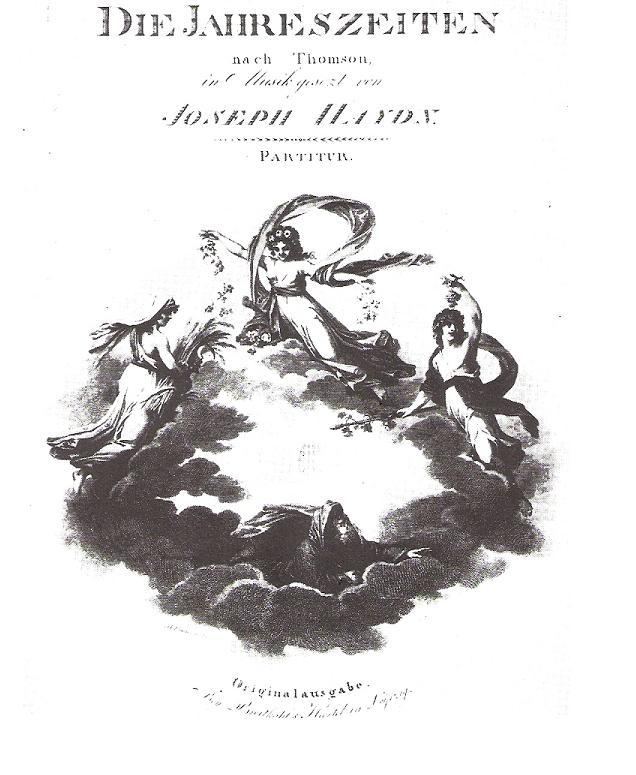
Titelblatt der Originalausgabe

Das Musikwerk Die Jahreszeiten ist ein 1801 uraufgeführtes weltliches Oratorium von Joseph Haydn (Hob. XXI:3) nach einem Libretto von Gottfried van Swieten. Es war das letzte seiner vier Oratorien.

## Komposition, Uraufführung und Rezeption
Haydn wurde zur Komposition der Jahreszeiten durch den großen Erfolg seines vorhergehenden Oratoriums Die Schöpfung (1798) angeregt, das zu dieser Zeit in ganz Europa aufgeführt wurde. Wie bei jenem Werk wurde das Libretto zu Die Jahreszeiten von Baron Gottfried van Swieten verfasst, einem österreichischen Adligen, der auch einen großen Einfluss auf Mozarts Karriere gehabt hatte. Van Swietens Libretto war dessen eigene deutsche Wiedergabe eines Auszugs aus dem englischen Versepos von James Thomsons The Seasons.
Die Komposition war wegen seiner angegriffenen Gesundheit mühsam für Haydn. Gemäß seinem frühen Biografen Georg August Griesinger soll er sich zudem „oft bitterlich über den unpoetischen Text“ van Swietens beklagt haben. Er brauchte zwei Jahre, um Die Jahreszeiten fertigzustellen.
Die Uraufführung am 24. April 1801 im Stadtpalais Schwarzenberg in Wien wurde zwar ein Erfolg, der aber nicht mit dem der drei Jahre zuvor ebenfalls hier uraufgeführten Schöpfung vergleichbar war; auch in der Folgezeit wurden Die Jahreszeiten deutlich seltener aufgeführt als das frühere Oratorium.
Der Grund für die geringere Beliebtheit wird weniger bei der Musik als beim Libretto gesucht. Oratorien wurden typischerweise zu christlichen Themen geschrieben und bezogen ihre Textgrundlagen häufig aus der Bibel oder Heiligengeschichten. Das Libretto der Jahreszeiten dagegen ist weitgehend deskriptiv auf den Jahres- und Tageskreis bezogen. Lediglich der Finalsatz spricht als wertvoller anerkannte Themen an (die Bedeutung des Lebens, das ewige Leben). Diese Schlusspassagen sind auffallenderweise keine Übersetzungen aus dem Gedicht von Thomson, sondern originale Arbeiten van Swietens.
Die Jahreszeiten entsprechen somit inhaltlich weder einem religiös geprägten Oratorium noch dem Ideal eines Kunstwerks im Geiste der Aufklärung, ihre heiteren wie eindringlichen Naturschilderungen und Verklärungen des Landlebens zeigen vielmehr Einfluss der Philosophie Rousseaus. Die Position Haydns in diesem Spannungsfeld ist nicht letztgültig zu klären. Griesinger berichtet, Haydn habe sich eher distanziert zum Text von So löhnet die Natur den Fleiß geäußert, der eine nüchterne Arbeitsethik verklärt: Er sei zwar sein ganzes Leben lang ein fleißiger Mann gewesen, wäre jedoch nie auf die Idee gekommen, „den Fleiß in Noten zu setzen“. Albert Christoph Dies, ebenfalls ein früher Biograf Haydns, erzählt andererseits, dass Haydn sich vom Text zu Juhe! Der Wein ist da angeregt fühlte, in der Schlussfuge musikalisch die Trunkenheit darzustellen. Dies gibt einen Ausspruch Haydns so wieder: „Mein Kopf … war so voll von dem tollen Zeuge: es lebe der Wein, es lebe das Faß! daß ich alles darüber und darunter gehen ließ; ich nenne daher die Schlußfuge die besoffene Fuge.“
Van Swieten soll Haydn teilweise detaillierte Anweisungen zur Komposition gegeben haben. Bezüglich einer Stelle ist das in einem Brief von Haydn an August Eberhard Müller bezeugt, der für den Musikverlag Breitkopf & Härtel den Klavierauszug der Jahreszeiten anfertigte. Es geht um die Passage „Und aus dem Sumpfe quakt der Frosch“ im Terzett und Chor Die düstren Wolken trennen sich, an der Haydn in der Partitur eine lautmalerische Figur eingesetzt hatte: „[D]iese ganze Stelle als eine Imitazion eines frosches ist nicht aus meiner feder geflossen; es wurde mir aufgedrungen diesen französischen Quark niederzuschreiben; mit dem ganzen Orchester verschwindet dieser elende gedanke gar bald, aber als Clavierauszug kann derselbe nicht bestehen.“ Die Bezeichnung als „französisch“ bezieht sich gemäß Griesinger auf den Komponisten André-Ernest-Modeste Grétry, von dem die Idee stamme, deren Übernahme van Swieten gewünscht habe. Wohl durch eine Indiskretion Müllers gelangte dieses Briefzitat zu dem Redakteur Karl Spazier, der es im Dezember 1801 in seine Rezension einer Leipziger Aufführung der Jahreszeiten aufnahm; diese wurde in Spaziers Zeitung für die elegante Welt veröffentlicht. Gottfried Christoph Härtel und Griesinger, der als Mittler zwischen dem Verlag und Haydn tätig war, hofften beide, dass van Swieten diese peinliche öffentliche Referenz nicht zu Gesicht bekommen werde, doch im März 1802 war es so weit. Griesinger schrieb an Härtel, van Swieten habe geschimpft: „Dem Haydn wolle er die Äusserung, dass ihm das Froschgequäk aufgedrungen worden sey, mit Salz und Pfeffer einreiben und es sey eine eclatante Indiscretion, dass Sie Haydnsche Briefe abdruken lassen.“ Dank Griesingers diplomatischem Geschick beruhigte sich van Swieten aber bald wieder: „Der Sturm ist jetzt vorüber.“

## Besetzung
Die Jahreszeiten ist für ein großes spätklassisches Orchester geschrieben, zumeist vierstimmigen Chor und drei Vokalsolisten, die archetypisch das Landvolk repräsentieren: Simon (Bass), Lukas (Tenor), und Hanne (Sopran). Die Besetzung der Solostimmen ist somit die gleiche wie in der Schöpfung.
Das Orchester besteht aus zwei Flöten (2. auch Piccolo), zwei Oboen, zwei Klarinetten, zwei Fagotten und Kontrafagott, vier Waldhörnern, zwei (im Schlusschor drei) Trompeten, Kesselpauke, Triangel, Tamburin, zwei Posaunen und Bassposaune sowie dem üblichen Streicherensemble mit erster und zweiter Violine, Viola, Cello, und Kontrabass. Für die Secco-Rezitative: Cembalo oder Hammerklavier (Violoncello und Kontrabass ad libitum).

## Inhalt
In vier in sich geschlossenen Kantaten wird der Verlauf der Jahreszeiten aus Sicht des Bauernvolks beschrieben: Der Pächter Simon (Bass), dessen Tochter Hanne (Sopran) und der junge Bauer Lukas (Tenor) treten als Erzählstimmen auf.
Der Frühling ist die Zeit der Saat und der Hoffnung: In der düsteren Einleitung wird das Ende des Winters beschrieben, bevor heitere Gesänge die Freuden des Lenz verkünden. Nachdem der Ackermann, den Haydn die wohlbekannte Melodie aus der Symphonie mit dem Paukenschlag nachpfeifen lässt, die Saat ausgebracht hat, wird um Segen und Regen gebeten. Mit einem fulminanten Freudenlied geht der Frühling zu Ende.
Im zweiten Teil wird ein Tag im Sommer geschildert: Nach der Morgendämmerung weckt der Hahn die Hirten auf, bevor die Sonne „in flammender Majestät“ aufgeht. Der friedlichen, pastoralen Szenerie setzt ein dramatisches Gewitter ein Ende – das sich genauso schnell verzieht, wie es aufgekommen ist: Abendfrieden macht sich breit, als die ersten Sterne aufgehen.
Der Herbst ist in drei Teile gegliedert: Der Landmann freut sich über die reiche Ernte, die sogleich eingeholt wird, und Hanne und Lukas schwören sich ewige Liebe und Treue. Danach geht es vom Feld in den Wald, und Chor und Solostimmen besingen die erfolgreiche Jagd auf einen Hirsch. In der abschließenden Weinlese wird in den Weinbergen übermütig gesungen, getanzt und vor allem getrunken.
Mit dem Winter legt sich dichter Nebel über das Land, und Dunkelheit macht sich breit. Ein verirrter Wanderer findet Schutz in einem belebten Bauernhaus. Dort wird in der warmen Stube gesponnen, geschwätzt und gesungen – Hanne erzählt zur Unterhaltung der anderen eine schelmische Liebesgeschichte. Die anschließende Arie des Simon erweitert die Thematik um eine metaphysisch-religiöse Ebene und stellt den Verlauf der Jahreszeiten dem eines Menschenlebens gegenüber. In einem sich immer weiter steigernden Wechselgesang zwischen Solostimmen und Chor wird die Hoffnung besungen, aus dem ewigen Winter des Todes Erlösung im himmlischen, immerwährenden Frühling zu finden.

## Musiknummern und Text
Die Jahreszeiten sind in vier Teile aufgeteilt: „Der Frühling“, „Der Sommer“, „Der Herbst“ und „Der Winter“.

### Der Frühling

#### 1.    Einleitung und Rezitativ
Simon

Seht, wie der strenge Winter flieht!

Zum fernen Pole zieht er hin.

Ihm folgt auf seinen Ruf

der wilden Stürme brausend Heer

mit grässlichem Geheul.

Lukas

Seht, wie vom schroffen Fels der Schnee

in trüben Strömen sich ergießt!

Hanne

Seht, wie vom Süden her,

durch laue Winde sanft gelockt,

der Frühlingsbote streicht!

#### 2.    Chor des Landvolks
Alle

Komm, holder Lenz!

Des Himmels Gabe, komm!

Aus ihrem Todesschlaf

erwecke die Natur.

Mädchen und Weiber

Er nahet sich, der holde Lenz,

schon fühlen wir den linden Hauch,

bald lebet alles wieder auf.

Männer

Frohlocket ja nicht allzufrüh!

Oft schleicht, in Nebel eingehüllt,

der Winter wohl zurück und streut

auf Blüt’ und Keim sein starres Gift.

Alle

Komm, holder Lenz!

Des Himmels Gabe, komm!

Auf uns’re Fluren senke dich!

Komm, holder Lenz, o komm

und weile länger nicht!

#### 3.    Rezitativ
Simon

Vom Widder strahlet jetzt

die helle Sonn’ auf uns herab.

Nun weichen Frost und Dampf,

und schweben laue Dünst’ umher.

Der Erde Busen ist gelöst,

erheitert ist die Luft.

#### 4.    Arie
Simon

Schon eilet froh der Ackermann

zur Arbeit auf das Feld,

in langen Furchen schreitet er

dem Pfluge flötend nach.

In abgemess’nem Gange dann

wirft er den Samen aus;

den birgt der Acker treu und reift

ihn bald zur gold’nen Frucht.

#### 5.    Rezitativ
Lukas

Der Landmann hat sein Werk vollbracht

und weder Müh’ noch Fleiß gespart.

Den Lohn erwartet er

aus Händen der Natur

und fleht darum den Himmel an.

#### 6.    Bittgesang
Terzett und Chor

Sei nun gnädig, milder Himmel!

Öffne dich und träufe Segen

über unser Land herab!

Lass deinen Tau die Erde wässern!

Lass Regenguss die Furchen tränken!

Lass deine Lüfte wehen sanft!

Lass deine Sonne scheinen hell!

Uns sprießet Überfluss alsdann,

und deiner Güte Dank und Ruhm.

#### 7.    Rezitativ
Hanne

Erhört ist unser Fleh’n,

der laue West’ erwärmt und füllt

die Luft mit feuchten Dünsten an.

Sie häufen sich; nun fallen sie,

und gießen in der Erde Schoß

den Schmuck und Reichtum der Natur.

#### 8.    Freudenlied
Hanne

O wie lieblich ist der Anblick

der Gefilde jetzt!

Kommt, ihr Mädchen,

lasst uns wallen

auf der bunten Flur!

Lukas

O wie lieblich ist der Anblick

der Gefilde jetzt!

Kommt, ihr Burschen, lasst uns wallen

zu dem grünen Hain!

Hanne

Seht die Lilie,

seht die Rose,

seht die Blumen all!

Lukas

Seht die Auen,

seht die Wiesen,

seht die Felder all!

Mädchen und Burschen

O wie lieblich ist der Anblick

der Gefilde jetzt!

Lasst uns wallen

auf der bunten Flur!

Lasst uns wallen

zu dem grünen Hain!

Hanne

Seht die Erde,

seht die Wasser,

seht die helle Luft!

Lukas

Alles lebet,

alles schwebet,

alles reget sich.

Hanne

Seht die Lämmer,

wie sie springen!

Lukas

Seht die Fische,

welch Gewimmel!

Hanne

Seht die Bienen,

wie sie schwärmen!

Lukas

Seht die Vögel,

welch Geflatter!

Chor

Alles lebet,

alles schwebet,

alles reget sich.

Mädchen

Welche Freude,

welche Wonne

schwellet unser Herz!

Burschen und Mädchen 

Süße Triebe,

sanfte Reize

heben uns’re Brust.

Simon

Was ihr fühlet,

was euch reizet,

ist des Schöpfers Hauch.

Mädchen und Burschen

Lasst uns ehren,

lasst uns loben,

lasst uns preisen ihn!

Männer

Lasst erschallen,

ihm zu danken,

eure Stimmen hoch!

Chor

Lasst erschallen,

ihm zu danken,

uns’re Stimmen hoch!

Ewiger, mächtiger, gütiger Gott!

Terzett

Von deinem Segensmahle

hast du gelabet uns.

Männer

Mächtiger Gott!

Terzett

Vom Strome deiner Freuden

hast du getränket uns,

gütiger Gott!

Chor

Ewiger, mächtiger, gütiger Gott!

Simon

Ewiger!

Lukas

Mächtiger!

Hanne

Gütiger Gott!

Chor

Ehre, Lob und Preis sei dir,

ewiger, mächtiger, gütiger Gott!

### Der Sommer

#### 9.    Einleitung und Rezitativ
Lukas

In grauem Schleier rückt heran

das sanfte Morgenlicht;

mit lahmen Schritten weicht vor ihm

die träge Nacht zurück.

Zu düstern Höhlen flieht

der Leichenvögel blinde Schar;

ihr dumpfer Klageton

beklemmt das bange Herz nicht mehr.

Simon

Des Tages Herold meldet sich;

mit scharfem Laute rufet er

zu neuer Tätigkeit

den ausgeruhten Landmann auf.

#### 10.  Arie und Rezitativ
Simon

Der munt’re Hirt versammelt nun

die frohen Herden um sich her;

zur fetten Weid’ auf grünen Höh’n

treibet er sie langsam fort.

Nach Osten blickend steht er dann

auf seinem Stabe hingelehnt,

zu seh’n den ersten Sonnenstrahl,

welchem er entgegenharrt.

Hanne

Die Morgenröte bricht hervor,

wie Rauch verflieget das leichte Gewölk,

der Himmel pranget im hellen Azur,

der Berge Gipfel in feurigem Gold.

#### 11.  Terzett und Chor
Terzett

Sie steigt herauf, die Sonne, sie steigt,

sie naht, sie kommt,

sie strahlt, sie scheint.

Chor

Sie scheint in herrlicher Pracht,

in flammender Majestät!

Heil, o Sonne, Heil!

Des Lichts und Lebens Quelle, Heil!

O du, des Weltalls Seel’ und Aug’,

der Gottheit schönstes Bild!

Dich grüßen dankbar wir!

Terzett

Wer spricht sie aus, die Freuden alle,

die deine Huld in uns erweckt!

Wer zählet sie, die Segen alle,

die deine Mild’ auf uns ergießt!

Chor

Die Freuden, o, wer spricht sie aus?

Die Segen, o, wer zählet sie?

Hanne

Dir danken wir, was uns ergötzt.

Lukas

Dir danken wir, was uns ergötzt.

Simon

Dir danken wir, was uns ergötzt.

Terzett

Dem Schöpfer aber danken wir,

was deine Kraft vermag.

Chor

Heil, o Sonne, Heil!

Des Lichts und Lebens Quelle, Heil!

Dir jauchzen alle Stimmen,

dir jauchzet die Natur!

Terzett und Chor

Dir jauchzet die Natur!

#### 12.  Rezitativ
Simon

Nun regt und bewegt sich alles umher,

ein buntes Gewühl bedecket die Flur.

Dem braunen Schnitter neiget sich der Saaten wallende Flut,

die Sense blitzt, da sinkt das Korn;

doch steht es bald und aufgehäuft in festen Garben wieder da.

Lukas

Die Mittagssonne brennet jetzt

in voller Glut und gießt

durch die entwölkte Luft

ihr mächtiges Feu’r in Strömen hinab.

Ob den gesengten Flächen schwebt

im nieder’n Qualm ein blendend’ Meer

von Licht und Widerschein.

#### 13.  Cavatine
Lukas

Dem Druck erlieget die Natur.

Welke Blumen,

dürre Wiesen,

trock’ne Quellen:

Alles zeigt der Hitze Wut,

und kraftlos schmachten Mensch und Tier,

am Boden hingestreckt.

#### 14.  Rezitativ
Hanne

Willkommen jetzt, o dunkler Hain,

wo der bejahrten Eiche Dach

den kühlen Schirm gewährt,

und wo der schlanken Espe Laub

mit leisem Gelispel rauscht.

Am weichen Moose rieselt da

in heller Flut der Bach,

und fröhlich summend irrt und wirrt

die bunte Sonnenbrut.

Der Kräuter reinen Balsamduft

verbreitet Zephirs Hauch,

und aus dem nahen Busche tönt

des jungen Schäfers Rohr.

#### 15.  Arie
Hanne

Welche Labung für die Sinne!

Welch’ Erholung für das Herz!

Jeden Aderzweig durchströmet

und in jeder Nerve bebt

erquickendes Gefühl.

Die Seele wachet auf

zum reizenden Genuss,

und neue Kraft erhebt

durch milden Drang die Brust.

#### 16.  Rezitativ
Simon

O seht! Es steiget in der schwülen Luft

am hohen Saume des Gebirgs

von Dampf und Dunst ein fahler Nebel auf.

Emporgedrängt dehnt er sich aus

und hüllet bald den Himmelsraum

in schwarzes Dunkel ein.

Lukas

Hört, wie vom Tal ein dumpf’ Gebrüll

den wilden Sturm verkünd’t!

Seht, wie von Unheil schwer

die finst’re Wolke langsam zieht

und drohend auf die Eb’ne sinkt.

Hanne

In banger Ahnung stockt

das Leben der Natur.

Kein Tier, kein Blatt beweget sich,

und Todesstille herrscht umher.

#### 17.  Chor
Ach, das Ungewitter naht!

Hilf uns, Himmel!

O wie der Donner rollt!

O wie die Winde toben!

Wo flieh’n wir hin!

Flammende Blitze durchwühlen die Luft,

von zackigen Keilen berstet die Wolke,

und Güsse stürzen herab.

Wo ist Rettung?

Wütend rast der Sturm,

der weite Himmel entbrennt.

Himmel, hilf uns!

Wo ist Rettung?

Weh’ uns Armen!

Schmetternd krachen Schlag auf Schlag,

die schweren Donner fürchterlich.

Weh’ uns, weh’ uns!

Erschüttert wankt die Erde

bis in des Meeres Grund.

#### 18.  Terzett mit Chor
Lukas

Die düster’n Wolken trennen sich,

gestillet ist der Stürme Wut.

Hanne

Vor ihrem Untergange

blickt noch die Sonn’ empor.

Und von dem letzten Strahle glänzt

mit Perlenschmuck geziert die Flur.

Simon

Zum langgewohnten Stalle kehrt,

gesättigt und erfrischt

das fette Rind zurück.

Lukas

Dem Gatten ruft die Wachtel schon.

Hanne

Im Grase zirpt die Grille froh.

Simon

Und aus dem Sumpfe quakt der Frosch.

Terzett

Die Abendglocke tönt!

Von oben winkt der helle Stern,

und ladet uns zur sanften Ruh.

Männerchor

Mädchen, Bursche, Weiber, kommt!

Unser wartet süßer Schlaf,

wie reines Herz, gesunder Leib

und Tagesarbeit ihn gewährt.

Mädchen, Bursche, Weiber, kommt!

Frauenchor

Wir geh’n, wir folgen euch.

Chor

Die Abendglocke hat getönt;

von oben blinkt der helle Stern

und ladet uns zur sanften Ruh.

### Der Herbst

#### 19.  Einleitung und Rezitativ
Hanne

Was durch seine Blüte

der Lenz zuerst versprach;

was durch seine Wärme

der Sommer reifen ließ;

zeigt der Herbst in Fülle

dem frohen Landmann jetzt.

Lukas

Den reichen Vorrat fährt er nun

auf hochbelad’nen Wagen ein.

Kaum fasst der weiten Scheune Raum,

was ihm sein Feld hervorgebracht.

Sein heit’res Auge blickt umher,

es misst den aufgetürmten Segen ab,

und Freude strömt in seine Brust.

#### 20.  Terzett und Chor
Simon

So lohnet die Natur den Fleiß,

ihn ruft, ihn lacht sie an,

ihn muntert sie durch Hoffnung auf,

ihm steht sie willig bei;

ihm wirket sie mit voller Kraft.

Hanne und Lukas

Von dir, o Fleiß, kommt alles Heil.

Die Hütte, die uns schirmt,

die Wolle, die uns deckt,

die Speise, die uns nährt,

ist deine Gab’, ist dein Geschenk.

O Fleiß, o edler Fleiß, von dir kommt alles Heil.

Hanne

Du flößest Tugend ein,

und rohe Sitten milderst du.

Lukas

Du wehrest Laster ab

und reinigest der Menschen Herz.

Simon

Du stärkest Mut und Sinn

zum Guten und zu jeder Pflicht

Terzett

O Fleiß, von dir kommt alles Heil.

Chor

O Fleiß, o edler Fleiß,

von dir kommt alles Heil.

#### 21.  Rezitativ
Hanne

Seht, wie zum Haselbusche dort

die rasche Jugend eilt!

An jedem Aste schwinget sich

der Kleinen lose Schar,

Und der bewegten Staud’ entstürzt

gleich Hagelschau’r die lock’re Frucht.

Simon

Hier klimmt der junge Bau’r

den hohen Stamm entlang,

die Leiter flink hinauf.

Vom Wipfel, der ihn deckt,

sieht er sein Liebchen nah’n

und ihrem Tritt entgegen

fliegt dann im trauten Scherze

die runde Nuss herab.

Lukas

Im Garten steh’n um jeden Baum

die Mädchen, groß und klein,

dem Obste, das sie klauben,

an frischer Farbe gleich.

#### 22.  Duett
Lukas

Ihr Schönen aus der Stadt, kommt her!

Blickt an die Töchter der Natur,

die weder Putz noch Schminke ziert!

Da seht mein Hannchen, seht!

Ihr blüht Gesundheit auf den Wangen;

ihr Auge lacht Zufriedenheit,

und aus dem Munde spricht das Herz,

wenn sie mir Liebe schwört.

Hanne

Ihr Herrchen, süß und fein, bleibt weg!

Hier schwinden eure Künste ganz,

und glatte Worte wirken nicht;

man gibt euch kein Gehör.

Nicht Gold, nicht Pracht kann uns verblenden.

Ein redlich Herz ist, was uns rührt,

und meine Wünsche sind erfüllt,

wenn treu mir Lukas ist.

Lukas

Blätter fallen ab,

Früchte welken hin,

Tag’ und Jahr’ vergeh’n,

nur meine Liebe nicht.

Hanne

Schöner grünt das Blatt,

süßer schmeckt die Frucht,

heller glänzt der Tag,

wenn deine Liebe spricht.

Beide

Welch’ ein Glück ist treue Liebe!

Uns’re Herzen sind vereinet;

trennen kann sie Tod allein.

Lukas

Liebstes Hannchen!

Hanne

Bester Lukas!

Beide

Lieben und geliebet werden

ist der Freuden höchster Gipfel,

ist des Lebens Wonn’ und Glück.

#### 23.  Rezitativ
Simon

Nun zeiget das entblößte Feld

der ungebet’nen Gäste Zahl,

die an den Halmen Nahrung fand

und irrend jetzt sie weiter sucht.

Des kleines Raubes klaget nicht

der Landmann, der ihn kaum bemerkt;

dem Übermaße wünscht

er doch nicht ausgestellt zu sein.

Was ihn dagegen sichern mag,

sieht er als Wohltat an,

und willig fröhnt er dann zur Jagd,

die seinen guten Herrn ergötzt.

#### 24.  Arie
Simon

Seht auf die breiten Wiesen hin!

Seht, wie der Hund im Grase streift!

Am Boden suchet er die Spur

und geht ihr unablässig nach.

Jetzt aber reißt Begierd’ ihn fort;

er horcht auf Ruf und Stimme nicht mehr;

er eilet zu haschen – da stockt sein Lauf.

Und steht er unbewegt wie Stein.

Dem nahen Feinde zu entgeh’n,

erhebt der scheue Vogel sich,

doch rettet ihn nicht schneller Flug.

Es blitzt, es knallt, ihn erreichet das Blei

und wirft ihn tot aus der Luft herab.

#### 25.  Rezitativ
Lukas

Hier treibt ein dichter Kreis

die Hasen aus dem Lager auf.

Von allen Seiten hingedrängt,

hilft ihnen keine Flucht.

Schon fallen sie und liegen bald

in Reihen freudig hingezählt.

#### 26.  Chor der Landleute und Jäger
Männerchor

Hört das laute Getön’,

das dort im Walde klinget!

Frauenchor

Welch’ ein lautes Getön

durchklingt den ganzen Wald!

Alle

Es ist der gellenden Hörner Schall,

der gierigen Hunde Gebelle.

Männer

Schon flieht der aufgesprengte Hirsch,

ihm rennen die Doggen und Reiter nach.

Alle

Er flieht, er flieht. O wie er sich streckt!

Ihm rennen die Doggen und Reiter nach.

O wie er springt! O wie er sich streckt!

Da bricht er aus den Gesträuchen hervor,

und läuft über Feld in das Dickicht hinein.

Männer

Jetzt hat er die Hunde getäuscht;

zerstreuet schwärmen sie umher.

Alle

Die Hunde sind zerstreut;

sie schwärmen hin und her.

Jäger

Tajo, tajo, tajo!

Männer 

Der Jäger Ruf, der Hörner Klang

versammelt auf’s Neue sie.

Alle 

Ho, ho, ho! Tajo! Ho, ho!

Mit doppeltem Eifer stürzet nun

der Haufe vereint auf die Fährte los.

Jäger

Tajo!

Frauen

Von seinen Feinden eingeholt,

an Mut und Kräften ganz erschöpft,

erlieget nun das schnelle Tier.

Männer

Sein nahes Ende kündigt an

des tönenden Erzes Jubellied,

der freudigen Jäger Siegeslaut.

Jäger

Halali!

Frauen

Den Tod des Hirsches kündigt an

des tönenden Erzes Jubellied,

der freudigen Jäger Siegeslaut.

Jäger

Halali!

Alle

Den Tod des Hirsches kündigt an

des tönenden Erzes Jubellied,

der freudigen Jäger Siegeslaut.

Halali!

#### 27.  Rezitativ
Hanne

Am Rebenstocke blinket jetzt

die helle Traub’ in vollem Safte,

und ruft dem Winzer freundlich zu,

dass er, zu lesen sie, nicht weile.

Simon

Schon werden Kuf’ und Fass

zum Hügel hingebracht,

und aus den Hütten strömet

zum frohen Tagewerke

das munt’re Volk herbei.

Hanne

Seht, wie den Berg hinan

von Menschen alles wimmelt!

Hört, wie der Freudenton

von jeder Seit’ erschallet!

Lukas

Die Arbeit fördert lachender Scherz

vom Morgen bis zum Abend hin,

und dann erhebt der brausende Most

die Fröhlichkeit zum Lustgeschrei.

#### 28.  Chor
Alle

Juhhe! Juhhe! Der Wein ist da,

die Tonnen sind gefüllt.

Nun lasst uns fröhlich sein,

Und juhhe, juhhe, juch!

aus vollem Halse schrei’n!

Männer

Lasst uns trinken!

Trinket, Brüder!

Lasst uns fröhlich sein!

Frauen

Lasst uns singen!

Singet alle!

Lasst uns fröhlich sein!

Alle

Juhhe, juhhe, juh! Es lebe der Wein!

Männer

Es lebe das Land, wo er uns reift!

Es lebe das Fass, das ihn verwahrt!

Es lebe der Krug, woraus er fließt!

Kommt, ihr Brüder!

Füllt die Kannen!

Leert die Becher!

Lasst uns fröhlich sein!

Alle

Heida! Lasst uns fröhlich sein!

Und juhhe, juhhe, juh!

aus vollem Halse schrei’n!

Juhhe, juh! Es lebe der Wein!

Frauen

Nun tönen die Pfeifen

Und wirbelt die Trommel.

Hier kreischet die Fiedel,

Da schnarret die Leier

und dudelt der Bock.

Männer

Schon hüpfen die Kleinen

und springen die Knaben;

dort fliegen die Mädchen

im Arme der Bursche

den ländlichen Reih’n.

Frauen

Heisa, hopsa! Lasst uns hüpfen!

Männer

Ihr Brüder, kommt!

Frauen

Heisa, hopsa! Lasst uns springen!

Männer

Die Kannen füllt!

Frauen

Heisa, hopsa! Lasst uns tanzen!

Männer

Die Becher leert!

Alle

Heida, lasst uns fröhlich sein!

Und juhhe, juhhe, juh!

aus vollem Halse schrei’n!

Männer

Jauchzet, lärmet!

Springet, tanzet!

Lachet, singet!

Nun fassen wir den letzten Krug!

Alle

Und singen dann in vollem Chor

dem freudenreichen Rebensaft!

Heisa, hei, juhhe, juh!

Es lebe der Wein, der edle Wein,

der Grillen und Harm verscheucht!

Sein Lob ertöne laut und hoch

in tausendfachem Jubelschall!

Heida, lasst uns fröhlich sein!

Und juhhe, juhhe, juh!

aus vollem Halse schrei’n!

### Der Winter

#### 29.  Einleitung und Rezitativ
Simon

Nun senket sich das blasse Jahr,

und fallen Dünste kalt herab.

Die Berg’ umhüllt ein grauer Dampf,

der endlich auch die Flächen drückt,

und am Mittage selbst

der Sonne matten Strahl verschlingt.

Hanne

Aus Lapplands Höhlen schreitet her

der stürmisch düst’re Winter jetzt.

Vor seinem Tritt erstarrt

in banger Stille die Natur.

#### 30.  Cavatine
Hanne

Licht und Leben sind geschwächet,

Wärm’ und Freude sind verschwunden.

Unmutsvollen Tagen

folget schwarzer Nächte lange Dauer.

#### 31.  Rezitativ
Lukas

Gefesselt steht der breite See,

gehemmt in seinem Laufe der Strom.

Im Sturze vom türmenden Felsen hängt

gestockt und stumm der Wasserfall.

Im dürren Haine tönt kein Laut;

die Felder deckt, die Täler füllt

ein’ ungeheu’re Flockenlast.

Der Erde Bild ist nun ein Grab,

wo Kraft und Reiz erstorben liegt,

wo Leichenfarbe traurig herrscht,

und wo dem Blicke weit umher

nur öde Wüstenei sich zeigt.

#### 32.  Arie
Lukas

Hier steht der Wand’rer nun,

verwirrt und zweifelhaft,

wohin den Schritt er lenken soll.

Vergebens suchet er den Weg;

ihn leitet weder Pfad noch Spur.

Vergebens strenget er sich an

und watet durch den tiefen Schnee;

er find’t sich immer mehr verirrt.

Jetzt sinket ihm der Mut,

und Angst beklemmt sein Herz,

da er den Tag sich neigen sieht,

und Müdigkeit und Frost

ihm alle Glieder lähmt.

Doch plötzlich trifft sein spähend’ Aug’

der Schimmer eines nahen Lichts.

Da lebt er wieder auf;

vor Freude pocht sein Herz.

Er geht, er eilt der Hütte zu,

wo starr und matt er Labung hofft.

#### 33.  Rezitativ
Lukas

Sowie er naht, schallt in sein Ohr,

durch heulende Winde nur erst geschreckt,

heller Stimmen lauter Klang.

Hanne

Die warme Stube zeigt ihm dann

des Dörfchens Nachbarschaft,

vereint in trautem Kreise,

den Abend zu verkürzen

mit leichter Arbeit und Gespräch.

Simon

Am Ofen schwatzten hier

von ihrer Jugendzeit die Väter.

Zu Körb’ und Reusen flicht

die Weidengert’ und Netze strickt

der Söhne munt’rer Haufe dort.

Am Rocken spinnen die Mütter,

am laufenden Rade die Töchter,

und ihren Fleiß belebt

ein ungekünstelt frohes Lied.

#### 34.  Lied mit Chor
Frauen und Mädchen

Knurre, schnurre, knurre!

Schnurre, Rädchen, schnurre!

Hanne

Drille, Rädchen, lang und fein,

drille fein ein Fädelein

mir zum Busenschleier!

Weber, webe zart und fein,

webe fein das Schleierlein

mir zur Kirmesfeier!

Außen blank und innen rein,

muss des Mädchens Busen sein,

wohl deckt ihn der Schleier.

Außen blank und innen rein,

fleißig, fromm und sittsam sein,

locket wack’re Freier.

#### 35.  Rezitativ
Lukas

Abgesponnen ist der Flachs,

nun steh’n die Räder still.

Da wird der Kreis verengt

und von dem Männervolk umringt,

zu horchen auf die neue Mär,

die Hanne jetzt erzählen wird.

#### 36.  Lied mit Chor
Hanne

Ein Mädchen, das auf Ehre hielt,

liebt einst ein Edelmann,

da er schon längst nach ihr gezielt,

traf er allein sie an.

Er stieg sogleich vom Pferd und sprach:

Komm, küsse deinen Herrn!

Sie rief vor Angst und Schrecken: Ach!

Ach ja, von Herzen gern.

Chor

Ei, ei, warum nicht nein?

Hanne

Sei ruhig, sprach er, liebes Kind,

und schenke mir dein Herz!

Denn meine Lieb’ ist treu gesinnt,

nicht Leichtsinn oder Scherz.

Dich mach ich glücklich:

Nimm dies Geld, den Ring, die gold’ne Uhr,

und hab’ ich sonst, was die gefällt,

o sag’s und ford’re nur!

Chor

Ei, ei, das klingt recht fein!

Hanne

Nein, sagt sie, das wär’ viel gewagt:

Mein Bruder möcht’ es seh’n,

und wenn er’s meinem Vater sagt,

wie wird mir’s dann ergeh’n!

Er ackert uns hier allzunah,

sonst könnt’ es wohl gescheh’n.

Schaut nur, von jenem Hügel da

könnt ihr ihn ackern seh’n.

Chor

Ho, ho, was soll das sein?

Hanne

Indem der Junker geht und sieht,

schwingt sich das lose Kind

auf seinen Rappen und entflieht

geschwinder als der Wind.

Lebt wohl, rief sie, mein gnäd’ger Herr,

so räch’ ich meine Schmach.

Ganz eingewurzelt stehet er

und gafft ihr staunend nach.

Chor

Ha, ha, das war recht fein.

#### 37.  Rezitativ
Simon

Von dürrem Oste dringt

ein scharfer Eishauch jetzt hervor.

Schneidend fährt er durch die Luft,

verzehret jeden Dunst

und hascht des Tieres Odem selbst.

Des grimmigen Tyranns,

des Winters Sieg ist nun vollbracht,

und stummer Schrecken drückt

den ganzen Umfang der Natur.

#### 38.  Arie
Simon

Erblicke hier, betörter Mensch,

erblicke deines Lebens Bild!

Verblühet ist dein kurzer Lenz,

erschöpfet deines Sommers Kraft.

Schon welkt dein Herbst dem Alter zu,

schon naht der bleiche Winter sich

und zeiget dir das off’ne Grab.

Wo sind sie nun, die hoh’n Entwürfe,

die Hoffnungen von Glück,

die Sucht nach eitlem Ruhme,

der Sorgen schwere Last?

Wo sind sie nun, die Wonnetage,

verschwelgt in Üppigkeit.

Und wo die frohen Nächte,

im Taumel durchgewacht!

Verschwunden sind sie wie ein Traum,

nur Tugend bleibt.

Sie bleibt allein,

und leitet uns unwandelbar

durch Zeit- und Jahreswechsel,

durch Jammer oder Freude

bis zu dem höchsten Ziele hin.

#### 39.  Terzett und Chor
Simon

Dann bricht der große Morgen an,

der Allmacht zweites Wort erweckt

zu neuem Dasein uns,

von Pein und Tod auf immer frei.

Lukas und Simon

Die Himmelspforten öffnen sich;

der heil’ge Berg erscheint.

Ihn krönt des Herren Zelt,

wo Ruh’ und Friede thront.

Chor

Wer darf durch diese Pforten geh’n?

Terzett

Der Arges mied und Gutes tat.

Chor

Wer darf besteigen diesen Berg?

Terzett

Von dessen Lippen Wahrheit floss.

Chor

Wer darf in diesem Zelte wohnen?

Terzett

Der Armen und Bedrängten half.

Chor

Wer wird den Frieden dort genießen?

Terzett

Der Schutz und Recht der Unschuld gab.

Chor

O seht, der große Morgen naht!

O seht, er leuchtet schon!

Die Himmelspforten öffnen sich,

der heil’ge Berg erscheint!

Vorüber sind, verbrauset sind

die leidenvollen Tage,

des Lebens Winterstürme.

Ein ew’ger Frühling herrscht,

und grenzenlose Seligkeit

wird der Gerechten Lohn.

Terzett

Auch uns werd’ einst ein solcher Lohn!

Lasst uns wirken, lasst uns streben!

Chor

Lasst uns kämpfen, lasst uns harren,

zu erringen diesen Preis!

Uns leite deine Hand, o Gott!

Verleih’ uns Stärk’ und Mut!

Dann singen wir,

dann geh’n wir ein

in deines Reiches Herrlichkeit.

Amen.